# 世界の小さな国
世界の小さな国（せかいのちいさなくに）は、NHKの10分の紀行番組で、2006年4月放送開始。2007年4月からハイビジョン放送でも再放送された。

## 概要
世界の小国（面積の狭い国）を毎回1つずつとりあげ、人や遺跡、特産物などさまざまな視点から紹介する。40ヶ国を扱う。

## 放送時間
- ハイビジョン放送 09:50～10:00, 18:40～18:50 水曜日

## 放送国

### アジア
- キプロス
- ブータン
- ブルネイ
- モルディブ

### ヨーロッパ
- アイスランド
- アンドラ
- エストニア
- サンマリノ
- マルタ
- モナコ
- リヒテンシュタイン
- ルクセンブルク

### アメリカ
- スリナム
- ドミニカ国
- バハマ
- ベリーズ

### オセアニア
- サモア
- バヌアツ
- パラオ
- フィジー

## プロデューサー
- 松井和男
- 曽我俊郎

## ディレクター
- 長谷川健
- 増田浩
- 高橋謙一
- 仲原かおる
- 松野寛子
- 岩田三四郎